# Dasher (Schiff, 1942)
Die HMS Dasher (D37) war ein Geleitflugzeugträger der Avenger-Klasse der Royal Navy im Zweiten Weltkrieg.

## Bau
Das Schiff wurde als C3-Frachtschiff Rio de Janeiro für die Moore-McCormack-Linie bei Sun Shipbuilding in Chester (Pennsylvania) am 14. März 1940 auf Kiel gelegt und 12. April 1941 durch Alzira do Amaral Peixoto getauft. Im November 1942 wurde das Schiff von der US-Marine erworben und bei Tietjen & Lang, Hoboken in New Jersey auf Basis der Long-Island-Klasse zum Geleitflugzeugträger umgebaut und danach Anfang Juli 1942 an die Royal Navy übergeben, für die Richard Bell Davies das Schiff als Dasher in Dienst stellte.

## Technische Daten
- Verdrängung: 8200 ts Standard, 9000 ts maximal
- Länge: gesamt 150 m
- Breite: 21,2 m, gesamt 24 m Flugdeck
- Tiefgang: 7,66 m
- Antrieb: 8500 PSw, 6300 kW
- Geschwindigkeit: 16,5 kn, 30,6 km/h
- Reichweite: 14.550 sm bei 10 kn[5]
- Flugzeuge: 15 Grumman Martlet oder Hawker Hurricane Jagdflugzeuge und Fairey Swordfish Torpedobomber
- Geschütze: 3 × 10,2-cm-L/45-Mehrzweckgeschütze (2 × Bug, 1 × Heck), 15 × 2,0-cm-Flugabwehrkanonen in Einzel- und Doppellafetten
- Flugdeck:
  - Länge: 120 m
  - Breite: 24 m
  - Ausstattung: 1 Katapult, 9 Fangseile, 1 Flugzeuglift (13 m × 10 m), Hangar (58 m × 14 m)
- Besatzung: 555[6]

## Kriegseinsatz und Verlust

### 1942
- August – Übernahme von Swordfish Torpedobombern und Reise mit dem Konvoi HX 207 nach Halifax und anschließend mit dem Konvoi HX 205 nach England[7]. Neuer Kapitän der Dasher wird Charles Nugent Lentaigne[3].
- September – Modifizierung in Faslane-on-Clyde[7]
- Oktober – nominiert für die Operation Torch, Übernahme von 12 Grumman Martlet des 804 Naval Air Squadron und des 891 Naval Air Squadron. Anschließend versegelt die HMS Dasher nach Gibraltar[7].
- November – zusammen mit Biter unterstützt die Dasher die Operation Torch und zerstört dabei mit ihr zusammen fünf französische Flugzeuge. Ab 12. November wird Dasher aus der Operation Torch entlassen und in Gibraltar repariert. Ab 14. November reist die Dasher mit dem Konvoi MKF1XG zurück nach Faslane-on-Clyde.[7]
- Dezember – die Dasher wird modifiziert, dabei wird die Operationszentrale verlängert und das Munitionslager aufgrund der Erfahrungen aus dem Verlust von Avenger verstärkt. Das Flugdeck wurde um 13 m verlängert.[7]

### 1943
- Januar – nach der Übernahme von 12 Grumman Martlet des 804 Naval Air Squadron und des 891 Naval Air Squadron verlegt die Dasher mit dem Konvoi JW 52 zur Halbinsel Kola.[7]
- Februar – auf der Rückreise wird sie in Scapa Flow gewartet und sollte sich dann wieder zusammen mit dem Kreuzer Sheffield dem Konvoi JW 53 anschließen. Dabei erlitten beide Schiffe schweren Seeschlag und werden unter der Eskorte des Geleitzerstörers Bramham nach Dundee zur Reparatur befohlen.[7]
- März – nach der Reparatur wird die Dasher von Dundee zur HMNB Clyde befohlen, um dort wieder am Geleitdienst teilzunehmen. Aufgrund von Maschinenproblemen war sie gezwungen ihre zweite Konvoifahrt vorzeitig abzubrechen. Ab 10. März wird Lennox Albert Knox Boswell[3] neuer und letzter Kapitän der Dasher.

Auf der Rückreise explodierte sie am 27. März 1943 im Firth of Clyde, während sie unweit der Insel Little Cumbrae vor Anker lag, und sank. Dabei verloren 379 von 528 Besatzungsmitgliedern ihr Leben.

## Unfallursache
Koordinaten: 55° 36′ 38″ N, 5° 0′ 6″ W
| Unglücksort |

Die Ursache der Explosion und des anschließenden Unterganges der Dasher sind unklar. Als sicher gilt, dass sich ausgelaufenes Flugzeugbenzin entzündete.
Wie dies genau passierte, ob durch ein Flugzeug, das vom Flugzeuglift in das Hangardeck stürzte oder durch offenes Feuer, konnte nie geklärt werden.
Von den 528 Besatzungsmitgliedern des Schiffes starben 379, trotz der schnellen Hilfe von Schiffen in der Nähe und der Rettungsaktion, die von den Städten Brodick,
Lamlash, der Isle of Arran, Ardrossan und Greenock aus durchgeführt wurde. Viele entkamen zwar dem sinkenden Schiff, aber starben anschließend an Unterkühlung oder verbrannten in den Flammen.
Die USA machten den schlechten Umgang mit Treibstoff auf dem Schiff verantwortlich, Großbritannien machte die Konstruktion der Tanks dafür verantwortlich.
Auf den Schwesterschiffen der Dasher (Avenger, Biter) wurde die Treibstoffmenge von 88.000 Gallonen auf 36.000 reduziert. Auf dem Schiff der US-Marine Charger wurde die Treibstoffmenge um 50 % reduziert.
Die britische Regierung, die darauf bedacht war, moralischen Schaden und jeden Hinweis auf ein Versagen beim Bau der übrigen amerikanischen Schiffe zu
vermeiden, versuchte, den Untergang zu vertuschen. Die lokale Presse war gezwungen, keinen Bezug auf die Tragödie zu nehmen, und die Behörden begruben die
Leichen der Verstorbenen in einem nicht identifizierten Massengrab. Wütende Verwandte protestierten jedoch gegen die Regierung und einige Leichen wurden an
Verwandte zurückgegeben. Den Überlebenden wurde befohlen, nicht über das Geschehene zu sprechen.
Das Wrack liegt in etwas 140 m Tiefe auf halber Strecke an der Fährlinie der Caledonian-MacBrayne-Fähre  die zwischen Adrossan und Brodick verkehrt. Es ist durch das Protection of Military Remains Act geschützt.

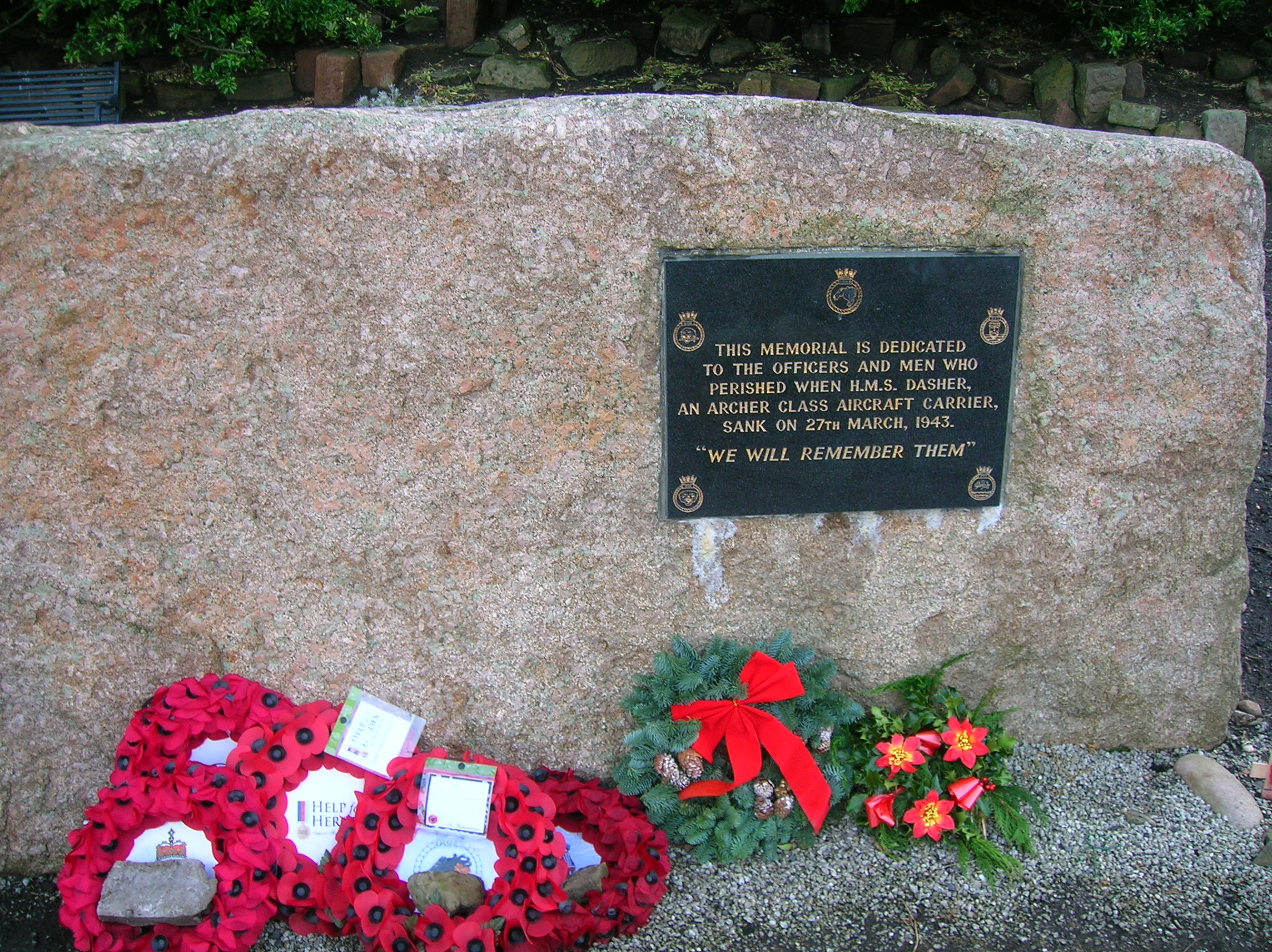
Gedenkstein an das Unglück

## Kommandanten
- Commander Richard Bell Davies – 24. Februar 1941 bis 11. August 1942[3]
- Commander Charles Nugent Lentaigne – 11. August 1942 bis 10. März 1943[3]
- Captain Lennox Albert Knox Boswell – 10. März 1943 bis zum Untergang[3]

## Trivia

### Messe
Die Dasher war eines der ersten Schiffe der Royal Navy, auf dem eine Messe nach amerikanischen Standard eingeführt wurde.

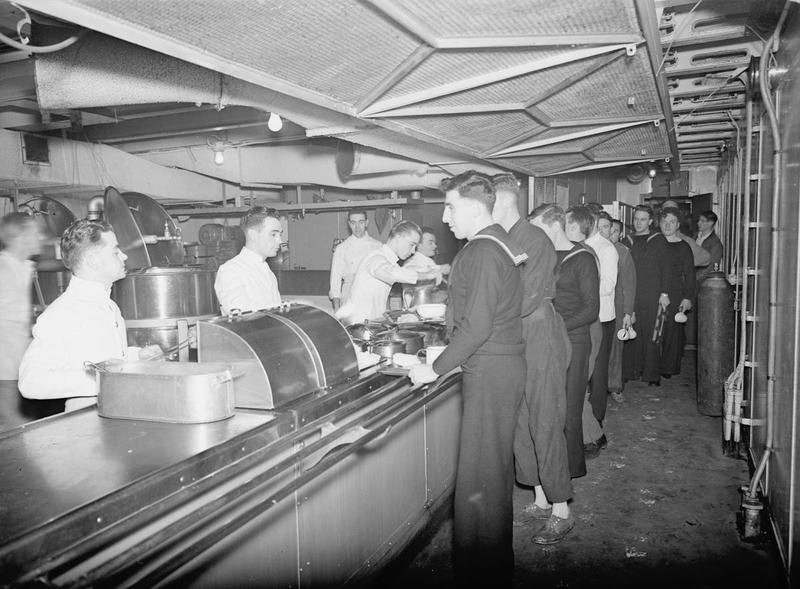
Die Messe

### Operation Mincemeat
In ihrem Buch The Secrets of HMS Dasher folgern die Autoren John und Noreen Steele, dass es sich bei dem Leichnam, der letzten Endes für die Operation Mincemeat verwendet wurde, um den von John „Jack“ Melville handelte, einem 37-jährigen Seemann, der ums Leben gekommen war, als die HMS Dasher in der Mündung des Clyde explodierte. Seine Identität als der fiktive Major Martin wurde von der Royal Navy offiziell anerkannt, indem man am 8. Oktober 2004 eine Gedenkfeier zu seinen Ehren an Bord des Patrouillenboots Dasher in den Gewässern des Stützpunkts der Royal Air Force auf Zypern abhielt. Mit den Worten von Lt. Commander Mark Hill, dem kommandierenden Offizier des Marinegeschwaders auf Zypern:

“In his incarnation as Major Martin, John Melville’s memory lives on in the film, The Man Who Never Was. But we are gathered here today to remember John Melville as a man who most certainly was.”

„In seiner Inkarnation als Major Martin lebt die Erinnerung an John Melville in dem Film Der Mann, den es nie gab weiter. Aber wir sind heute hier zusammengekommen, um uns an John Melville als den Mann zu erinnern, den es sehr wohl gab.“

Diese Darstellung von John und Noreen Steele blieb nicht unwidersprochen. Denis Smyth widmet ihr in seinem Buch einen Appendix mit zahlreichen Anmerkungen.